# إكزوست
إكزوست (بالفرنسية: Exocet)‏ صاروخ فرنسي متوسط المدى مضاد للسفن يمكن إطلاقه من الجو أو الأرض أو من الغواصات دخل الخدمة عام 1979 وصدر منه إلى العديد من دول العالم. استُخدم الصاروخ بنجاح في حرب الخليج الأولى من جانب القوات العراقية كما استخدم في حرب الفوكلاند حيث استطاع تدمير المدمرة البريطانية شيفيلد عام 1982 مما أكسبه سمعة دولية كبيرة. يبلغ وزن الصاروخ 670 كجم ورأسه الحربي 165 كجم ومداه حوالي 70–180 كيلومتر.